# (400030) 2006 QJ96
(400030) 2006 QJ96 es un asteroide perteneciente al cinturón de asteroides, descubierto el 16 de agosto de 2006 por el equipo del Near Earth Asteroid Tracking desde el Observatorio del Monte Palomar, Estados Unidos.

## Designación y nombre
Designado provisionalmente como 2006 QJ96.

## Características orbitales
2006 QJ96 está situado a una distancia media del Sol de 2,541 ua, pudiendo alejarse hasta 3,178 ua y acercarse hasta 1,903 ua. Su excentricidad es 0,250 y la inclinación orbital 18,39 grados. Emplea 1479,82 días en completar una órbita alrededor del Sol.

## Características físicas
La magnitud absoluta de 2006 QJ96 es 17,2.